# Carlowrightia venturae
Carlowrightia venturae är en akantusväxtart som beskrevs av T.F.Daniel. Carlowrightia venturae ingår i släktet Carlowrightia och familjen akantusväxter. Inga underarter finns listade i Catalogue of Life.